# Blasticorhinus tornopunctata
Blasticorhinus tornopunctata là một loài bướm đêm trong họ Noctuidae.